# Блек (певач)
Колин Вернком (енгл. Colin Vearncombe; Ливерпул, 26. маја 1962 — Корк, 26. јануара 2016), познатији под уметничким именом Блек, је био енглески музичар.

## Каријера
Од 1981. до 1988. године, бенд је такође укључивао Дејва Дикса. Прво издање Блека је било "Human Features" за Rox Records 1981. године. После овога је уследило још једно независно издање 1982. године, "More Than The Sun" (Wonderful World Of Records), после кога је Блек потписао уговор за .
Прво издање за WEA било је "Hey Presto" (1984), што им је омогућило да постану примећени ван Велике Британије: спот за ову песму се појављивао на сателитском музичком каналу Music Box, а сингл је издат и у Аустралији. Други сингл за WEA био је поновни снимак песме "More Than The Sun". После овога, Блек је одустао од ове издавачке куће.
1985. година је за певача Блека, Колина Вернкома, била очајнички тужна, због чега је написао песму ироничног назива, "Wonderful Life" (У преводу, Предиван живот). Прво издата посебно, ова песма је омогућила да A&M Records примети Блек. Они су потписали уговор и ту је каријера добила замах. У почетку, синглови "Everything's Coming Up Roses" и "Sweetest Smile" били су прилично успешни само у Великој Британији, али трећи сингл, поновно издање песме "Wonderful Life", био је велики хит широм света. Истоимени албум, издат 1987. године, имао је сличан успех, доживевши комерцијалну и славу код критичара.
Касније је Блек продао преко два милиона плоча широм света са албумима Comedy 1988. и Black 1991. године. У међувремену, Вернкомов приватни живот се побољшао када се оженио шведском певачицом Камилом Гризел, која је некада била у бенду One 2 Many. Колин је онда основао независну издавачку кућу Nero Schwarz преко које је издао један албум (Are We Having Fun Yet?, 1993. године).
После продужене паузе, Вернком се вратио 1999. године да изда низ критички признатих снимака под својим именом. Вративши се под име бенда 2005. године, издао је нови албум, Between Two Churches у новембру.

## Дискографија
Напомена: највиша места (врх) у ВБ за синглове и албуме су узета са британских листа синглова и албума.

### Главни албуми
| Година | Име албума | Извођач       | Издавачка кућа | Врх у ВБ | светска продаја у мил. |  |
| ------ | ---------- | ------------- | -------------- | -------- | ---------------------- |  |
| 1987   |            | Блек          |                | 3        | 1.5                    |  |
| 1988   |            | Блек          |                | 32       | 0.5                    |  |
| 1991   |            | Блек          |                | 42       | 0.2                    |  |
| 1993   |            | Блек          |                |          |                        |  |
| 1999   |            | Колин Вернком |                |          |                        |  |
| 1999   |            | Колин Вернком |                |          |                        |  |
| 2000   |            | Колин Вернком |                |          |                        |  |
| 2001   |            | Колин Вернком |                |          |                        |  |
| 2002   |            | Колин Вернком |                |          |                        |  |
| 2005   |            | Блек          |                |          |                        |  |

### Компилације
| Година | Име компилације | Издавачка кућа | Врх у ВБ | светска продаја у мил. |
| ------ | --------------- | -------------- | -------- | ---------------------- |
| 1996   |                 |                |          |                        |
| 1996   |                 |                |          |                        |
| 2000   |                 |                |          |                        |

### Синглови
| Година | Име сингла          | Издавачка кућа | Врх у ВБ | светска продаја у мил. |
| ------ | ------------------- | -------------- | -------- | ---------------------- |
| 1981   |                     |                |          |                        |
| 1982   |                     |                |          |                        |
| 1984   |                     |                |          |                        |
| 1984   |                     |                |          |                        |
| 1985   |                     |                | 72       |                        |
| 1986   |                     |                | 76       |                        |
| 1987   |                     |                | 8        |                        |
| 1987   |                     |                | 8        |                        |
| 1987   |                     |                | 78       |                        |
| 1988   |                     |                | 38       |                        |
| 1988   |                     |                | 54       |                        |
| 1988   |                     |                | 86       |                        |
| 1988   |                     |                |          |                        |
| 1989   |                     |                | 66       |                        |
| 1991   |                     |                | 56       |                        |
| 1991   |                     |                | 70       |                        |
| 1991   | (дует са Сем Браун) |                |          |                        |
| 1993   |                     |                |          |                        |
| 1993   |                     |                |          |                        |
| 1993   |                     |                |          |                        |
| 1994   |                     |                | 42       |                        |
| 2005   |                     |                |          |                        |